# Giovanni Verga
Giovanni Carmelo Verga (Vizzini, 2 de setembro de 1840 — Catania, 27 de janeiro de 1922) foi um escritor italiano, dramaturgo e senador italiano, considerado o maior exponente da corrente literária do verismo.
Autor de contos e romances, cujo estilo e linguagem renovaram profundamente a ficção italiana. Alcançou notoriedade com alguns romances Eva e Tigre Reale e contos, nos quais manifestou sua preferência por temas ligados a diferentes ambientes sociais e pelo gosto pela escrita seca e comunicativa.
Entre 1878 e 1881 elaborou um projeto inovador no que diz respeito às experiências anteriores, o de transferir a observação cuidadosa do mundo circundante para os romances, colocando a tônica nos desejos dos homens e na sua forma de falar. Em I Malavoglia (1881) Verga aperfeiçoou uma técnica narrativa caracterizada pelo uso da fala indireta livre, que permite que as vozes e pontos de vista dos personagens , suas palavras simples e sua gramática elementar sejam incluídos na história. Em Mastro don Gesualdo (1889)  comparado ao estilo de I Malavoglia, Verga retratou com desprendimento lugares e paisagens lívidas e desoladas, um espelho da miséria humana que os personagens do romance representavam.

## Biografia
De família burguesa, mas com antigas tradições nobres, com influência do romantismo publicou Amore e patria (1857), que permanece inédito, e I Carbonari della Montagna (4 vols.1861-62), relato histórico do período Murattiano; mas já entre 1862 e 1863 publicou um romance sobre um assunto contemporâneo no jornal florentino La nuova Europa: Sulle Lagune. Inscreveu-se (1858) na faculdade de direito de Catania, mas não continuou os estudos.
A primeira coleção de contos (Primavera e outros contos) data de 1876. Entretanto, o escritor fixou-se em Florença (1869-71), depois (1872) em Milão, onde viveu principalmente até 1893. Em 1869 conheceu Giselda Foianesi em Florença que pouco depois (1872) casou-se com M. Rapisardi, mas seguiu-se um relacionamento intenso com Verga. A longa estada em Milão proporcionou a Verga uma maior experiência dos problemas artísticos e da vida italiana: o romantismo tardio, a Scapigliatura, a crise da sociedade do “Risorgimento”, as sugestões dos círculos mundanos. Daí a formação literária de seu primeiro estilo, e aquela paixão sombria e apaixonada que é tanto uma reminiscência livresca quanto um resíduo autobiográfico não resolvido.
Para completar a experiência literária de Verga, uma interessante produção teatral (muitas vezes inspirada, no assunto, por tramas de contos do mesmo autor) passou a ser inserida na atividade narrativa, que introduziu uma linguagem enxuta e essencial nas cenas. contribuiu para o combate aos resíduos sentimentais do teatro burguês da época. Mesmo no teatro, a inspiração mais elevada se dá na história vigorosa de uma humanidade dolorosa, especialmente na obra mais válida, Dal tuo al mio (1906), que tem seu centro poético unitário na representação amarga do colapso de todo um passado perante as leis. brutais da vida moderna.
De volta a Catania, viveu dedicando-se, nos últimos anos, à administração de seu patrimônio; somente em 1919 o valor de sua obra foi reconhecido pelos críticos mais conceituados. Dois anos antes de sua morte, ele foi nomeado senador. Postumamente (1980) foi publicada a comédia juvenil I Nuovi Tartufi. Em 1987, teve início a publicação da edição nacional das obras de Verga, prevista em 22 volumes.

## Obras

### Romances
- Amore e Patria (1856-1857)
- I Carbonari della Montagna (1861-1862)
- Sulle lagune (1862-1863)
- Una peccatrice (1866)
- Storia di una capinera (1871)
- Eva (1873)
- Eros (1875)
- Tigre reale (1875)
- I Malavoglia (1881)
- Il marito di Elena (1882)
- Mastro-don Gesualdo (1889)
- Vergas do Amor (1890)
- Dal tuo al mio (1905)
- La duchessa di Leyra (1964)

### Novelas
- Casa da thè (1862)
- Nedda (1874)
- Libertà (1882)
- Primavera e altri racconti (1877)
  - Primavera
  - La coda del diavolo
  - X
  - Certi argomenti
  - Le storie del castello di Trezza
- Vita dei campi (1880)
  - Cavalleria rusticana
  - Pentolaccia
  - Guerra di santi
  - L'amante di Gramigna
  - Rosso Malpelo
  - Jeli il pastore
  - Fantasticheria
  - La lupa
  - Il come, il quando ed il perché
- Vagabondaggio (1887)
  - Vagabondaggio
  - Il maestro dei ragazzi
  - Un processo
  - La festa dei morti
  - Artisti da strapazzo
  - Il segno d'amore
  - L'agonia di un villaggio
  - ...E chi vive si dà pace
  - Il bell'Armando
  - La Lupa
  - Quelli del colera
  - Lacrymae Rerum

## Verismo
O Verismo tem como fundadores Giovanni Verga e Luigi Capuana, com influências do positivismo, realismo e naturalismo francês, surgiu entre 1875 - 1895, Verga interpretou o naturalismo essencialmente como regionalismo; e assim o fizeram, além de Capuana, F. De Roberto, S. Di Giacomo, M. Serao, R. Fucini, o primeiro D'Annunzio, G. Deledda e muitos outros. Todos identificaram no mundo popular e burguês das várias regiões (Sicília, Nápoles, Toscana, Abruzos, Sardenha, etc.) uma mina de observações ainda não explorada pela ficção italiana e, em todo caso, muito longe do sentimentalismo convencional da ficção romântica tardia.

## Linguagem
A dimensão constitutiva e unificadora da linguagem de Verga é confiada a uma sintaxe poderosamente mimética, ora de discurso popular ora de discurso alto-burguês. Em ambos os casos, o autor confia a história a um narrador interno, de vez em quando identificável com o narrador popular - individual ou coral - ou com um único personagem vigário do narrador onisciente. A ferramenta utilizada para garantir a impessoalidade do narrador (e também seu 'eclipse' em relação à realidade narrada) e, ao mesmo tempo, para expressar as sensações e sentimentos dos personagens, é a fala indireta livre, que constitui a principal novidade da escrita de Verga. Com ele Verga solidifica forma e conteúdo e cria uma osmose entre os planos diegético e mimético, utilizando-o para trazer de volta, sem recorrer à fala direta , as palavras dos personagens, para 'contar' seus diálogos, relatar os monólogos interiores e apresentar narração a voz do coro ou narrador popular. Em Verga, a liberdade de expressão indireta é caracterizada por sua forte proximidade com a fala e a oralidade.
Ao mesmo tempo, em toda a textualidade de Verga, a dimensão semântica é caracterizada por um constante ir e vir entre o sentido literal e figurativo, ora no nível singularmente lexical, ora no nível idiomático ou mesmo formal.
O caráter radicalmente inovador da linguagem de Verga verista marcou as novelas e o teatro rústico, o que mais incomodava os leitores e críticos era, acima de tudo, o absoluto inconvencionalismo das escolhas gramaticais e sintáticas de Verga, mas também a insistente veia dialetal causava perplexidade.
A esta narrativa incansável e atividade dramatúrgica corresponde uma linguagem em que a gramática e a retórica se fundem constantemente. Assim, o italiano com o selo regional de Nedda (1874), Vita dei Campi (1880), I Malavoglia (1881), Novelle Rusticane (1883), Per le vie (1883), Vagabondaggio (1887), Mastro don Gesualdo (1889)  e os esquetes teatrais (cenas populares) de Cavalleria Rusticana (1884), In portineria (1885) e La Lupa (1896) está repleta de valores simbólicos confiados a aliterações, metonímias, metáforas e sinédoques.
A veia romântica tardia dominante e intimista é atravessada por flashes de concretude expressiva produzidos por léxico e construções inesperadamente realistas, simetricamente identificáveis na produção mundana que cruza o corpus realista mais conspícuo, de romances (Una peccatrice, 1866; Storia di una capinera, 1871 ; Eva, 1873; Tigre Reale, 1874; Eros, 1875) e das comédias (I Nuovi Tartufi, 1865; Rose Caduche, 1869) do período florentino, aos contos realistas (Primavera, 1876; Drammi Intimi, 1884) e ao pequeno romance burguês do período milanês (Il marito di Elena, 1882), de contos e romances decadentes da maturidade (I ricordi del capitano D’Arce, 1891; Don Candeloro & ci, 1894; La Duchessa di Leyra) ao drama ( depois romance) Verista tardio (Dal tuo al mio, 1903 e 1905), para fechar com o díptico mundano rústico dos esquetes teatrais de  Caccia alla volpe e Caccia al lupo (1902)  este último com precedentes de contos  e com as últimas reedições de Vita dei Campi (1897) e os Novelle Rusticane (1920). Os segredos desse equilíbrio entre linguagem e estilo devem ser reconhecidos nos níveis sintático e semântico.
O resultado foi, portanto, uma linguagem narrativa em que o elemento regional garantiu o colorido local, sem contudo limitar a compreensibilidade do texto no horizonte nacional: antes de dar acesso à página de um conto, romance ou drama, para cada palavra, apelido, enigma, provérbio ou construção siciliana, Verga controlava estritamente a correspondência com o toscano, literário ou falado, mesmo à custa de sacrificar sua autenticidade semântica. Em sua verificação escrupulosa, Verga combinou sua competência direta como falante e escritor com vocabulários pós-manzonianos (lexicografia): o Rigutini-Fanfani (vocabulário italiano da língua falada, 1875) para o toscano e o Macaluso Storaci (vocabulário italiano-siciliano e italiano - Siciliano, 1875) para o Siciliano. O resultado foi uma 'etnificação' sócio-literária, respondendo às demandas estéticas do realismo, bem como sociopolíticas, respondendo às demandas civis da intelectualidade pós-unificação.

## Ciclo dos vencidos - "I vinti"
O termo Ciclo dei Vinti indica o conjunto de romances que deveria compor um exigente projeto literário do escritor siciliano Giovanni Verga. O corpus deste ciclo deveria ter sido um conjunto de cinco romances com definição temática:
- Os Malavoglia(I Malavoglia): Representa a luta pela sobrevivência;
- Mastro don Gesualdo: Representa a ambição de subir na hierarquia social;
- A Duquesa de Leyra - (La duchessa di Leyra ): Representa a ambição aristocrática;
- O Honorável Scipion-(L'onorevole Scipioni): representa a ambição política;
- O homem de luxo - (L'uomo di lusso): representa a ambição artística.

Toda a série, segundo o projeto original do escritor, deveria ter como denominador comum um tema comum e universal, o da luta incontestável do homem pela existência, pelo progresso e pela luxúria. La duchessa di Leyra permanece apenas esboçada, enquanto os dois últimos romances planejados do ciclo, L'Onorevole Scipioni e L'uomo di lusso, nem mesmo começaram uma espécie de operação semelhante - sobre um tema ligeiramente diferente - será realizada muitos anos depois, no século XX, nos Estados Unidos, pelo escritor americano Erskine Caldwell, com o que será chamado de "Ciclo do Sul".
No prefácio que antecedeu Os Malavoglia, publicado em 1881, Giovanni Verga ilustrou a estrutura mais complexa de que a obra deveria ter feito parte, um ciclo composto por cinco romances, que deveria ter se intitulado "Marea" porque Verga pretendia estudar o tema da o progresso da humanidade a partir de uma perspectiva que derrubou o triunfalismo positivista, ou seja, aqueles que se opõem ao progresso serão esmagados por essa maré chamada de “fluxo do progresso”.
A imparcialidade do destino é, portanto, claramente mantida como um fluxo negativo. Ninguém está a salvo da luta pela vida, só mais tarde decidiu optar pelo título de "I Vinti".
O ciclo não foi completado pelo autor: depois de I Malavoglia, publicado em 1881, e Mastro don Gesualdo, publicado em fascículos em 1888 na "Nuova Antologia" e em 1889 em volume, o terceiro, La Duchessa di Leyra, mas apenas o primeiro e o início do segundo capítulo foram publicados postumamente, editados por Federico De Roberto.
O Ciclo dos Vencidos deveria ter sido, no modelo zoliano, também uma saga familiar, com a exclusão de I Malavoglia, que no entanto são também a história de uma família, ainda que separada do desenvolvimento dos outros romances; sem falar que no romance o advogado Scipioni aparece de passagem, no sexto e décimo quarto capítulos, que, com toda a probabilidade, deveria ter sido o futuro vice-protagonista do quarto romance.
A família é a do Motta Trao Leyra. Don Gesualdo Motta, um pedreiro enriquecido que se tornou proprietário de terras, casa-se com a nobre Bianca Trao e tem uma filha, Isabella, que tem um caso com o primo, nobre mas pobre, Corrado La Gurna, futuro protagonista de L'uomo di lusso. O casamento entre os dois é impedido por Mastro don Gesualdo por motivos econômicos e, portanto, a filha é casada com o duque de Leyra, embora já esteja grávida; o "figlio della colpa", Scipione, futuro protagonista de L'onorevole Scipioni, é confiado a um instituto de órfãos em Catania.

## Crise criativa
Sua crise criativa  o impediu de continuar no caminho do verismo, para se aproximar do estilo pós-romântico. No entanto, ele nunca parou de tentar completar o Ciclo dos Vencidos: em 1895 ele iniciou meticulosas investigações alfandegárias que alegou serem necessárias, como A Duquesa de Leyra, que nunca terminou (só há o primeiro capítulo e fragmento do segundo), devido à dificuldade de manter a poética da impessoalidade para com as classes abastadas que ele despreza e que já havia descrito com eficácia nos romances milaneses.

## Últimos anos
Seu último romance, intitulado Uma cabana e seu coração, data de 1919 e também foi publicado postumamente, em 12 de fevereiro de 1922 na ilustração italiana, enquanto em 1920 uma edição revisada da Novelle Rusticane a Roma foi publicada na revista La Voce.
Em julho daquele ano, pelos oitenta anos do escritor, as homenagens foram realizadas em Catania, no Teatro Massimo Vincenzo Bellini, na presença do então Ministro da Educação Benedetto Croce e o discurso oficial foi proferido por Luigi Pirandello. Também nesse ano Verga recebeu, em Roma, a nomeação de senador do Reino, por decisão do rei Vittorio Emanuele III. Essas foram algumas das poucas aparições públicas do escritor após sua aposentadoria em Catania.
Em 24 de janeiro de 1922, acometido de derrame cerebral, não recuperou a consciência e em 27 de janeiro morreu de hemorragia cerebral em Catania na casa da via Sant'Anna, assistido por seus sobrinhos e seu amigo De Roberto, e após ter recebido o extremo unção, solicitada por sua família apesar de ter sido abertamente cético, senão ateu e materialista, ao longo de sua vida.
Giovanni Verga repousa hoje na "viale degli uomini illustri" (avenida dos ilustres) do monumental cemitério de Catania.